# 尼察市鎮
尼察市鎮，曾是拉脫維亞的一個市鎮，設立於2009年。位於該國西部，人口3,538人，面積350.8 平方公里，人口密度約11人/km2。
2021年7月1日，尼察市鎮与其它市镇一起合并为南库尔泽梅市镇。